# Togaricrania furcata
Togaricrania furcata är en insektsart som beskrevs av Irena Dworakowska 1993. Togaricrania furcata ingår i släktet Togaricrania och familjen dvärgstritar. Inga underarter finns listade i Catalogue of Life.